# 真崎明
真崎 明（しんざき あきら）は、宮崎出まれ鹿児島育ちの演出家。脚本家。フリーライター。

## 来歴
宮崎生まれの鹿児島・熊本育ち。
14歳で初の自主制作映画「The Fight」で監督・脚本・主演をこなす。この頃から舞台脚本も書くようになり「ロッキー」「贈る言葉」「黒い太陽」など次々と演劇公演を展開してゆく。高校時代には「白い巨塔」山本薩夫監督と出会い影響を受ける。
18歳で上京、東京写真専門学校映画芸術科に入学するが一年で中退、健康産業界でサラリーマンをやりながら劇団を設立。時代劇から現代劇、ミュージカルまで幅広く作品を発表し関東各地での公演は30回を上回り観客は延べ二万人を動員した。
1990年映像界に進出するため脱サラして劇団も解散、俳優と脚本業を中心とするが苦難が続く。
下積み時代にはパン職人、ホテルマン、ガードマン、広告代理店の営業マン、土方、解体屋、農業、漁師など様々な、職業を経験する。
映像界では映画「7人の侍」の黒澤明監督との出会いを皮切りに「誘拐報道」の伊藤俊也監督・ゴジラの本多猪四郎監督・田中友幸プロデューサー・田所龍一プロデューサーに師事、脚本や映画作りなどの指導を受ける。
1993年ドラマ「カラスたちの詩」を自主制作、1994年タバコの問題を扱ったアニメ「桜木家の人々」の原作脚本を担当、話題となりNHKでも取り上げられ現在も教育の現場で活用されている。
1995年メディアエイトの専属監督となる。1996年世界的空手家のドキュメント「大山倍達の遺言」を演出、高い評価を受ける。次作となった「極真世界制覇バイブル」は格闘技映像作品としては初の全国ビデオレンタル率7位となりメディアでも話題となる。以降ドキュメントからドラマまで100本を越える映像作品を監督する。
2008年劇団真怪魚を設立、座長となり舞台活動を復活。2010年にサン=テグジュペリと宮澤賢治の融合「小さな王子とよだかの星」オリジナル舞台作品を調布グリーンホールにて公演 満員大盛況で幕を閉じる。
幼少より剣道・柔道を学び、17歳で極真空手の世界チャンピオン中村誠の弟子となる。以降空手を中心に中国武術の意拳・陳氏太極拳や示現流兵法なども学び古武術武道にも造詣が深い。2010年、40年にわたる武道修行の集大成として『達真流空手道』を創始、宗家となる。
20代で取得した整体技術(現在・日本カイロプラクティック連盟会員、東日本療術会会員）を生かして「だるま堂療術院」を2011年に調布に開院、院長を務める。
調布を活動の拠点とし芸術・武道・健康の三本柱で若者の育成にも力を注いでいる。
2012年 小説「命の恩人 大山倍達」(前田達雄共著)を執筆し蕗書房より出版。小説以外も劇画原作や随筆なども良く手掛ける。
2014年に舞台新作「銀河鉄道に乗ったサギ」（調布市・調布市教育委員会後援）を調布グリーンホールにて5月・12月公演、産経新聞や東京新聞などで大きく取り上げられ高い評価を得る。
2017年に第三次世界大戦の危機を未然に防ぐスパイ組織の活躍を描く最新作舞台『シリウスゲーム』を調布グリーンホールにて公演。芸能人を始め著名人も多数来場して満員大盛況を得る。舞台を鑑賞した俳優 草刈正雄氏より、『最高に素晴らしい公演だった、この舞台作品は全国で公演して多くの人々に観てほしい」と絶賛。
2018年『新・銀河鉄道に乗ったサギ』の執筆に現在 取り組んでいる。

## 主な映像監督作品
- 大山倍達の遺言
- 大山倍達に帰れ
- 極真空手全集
- 極真世界制覇バイブル
- 一撃の竜
- この技で勝ちをねらえ
- 組手の達人松井章圭
- 最後の決闘木山仁の50人組手
- キョクシンウォリャーズ
- 地上最強の中国拳法「意拳」
- カラテキッズ
- シャンゴーの鷹

## 主な舞台脚本・演出作品
- 坂本龍馬（三部作）
- となりの愛
- 小さな王子とよだかの星
- 銀河鉄道に乗ったサギ
- シリウス・ゲーム

## 主な執筆作品
- 小説ザ・ゴッドハンド〜牛と戦った男〜（大山倍達の軌跡）
- 一撃の兵法・示現流
- 劇画「一撃の竜」
- 命の恩人 大山倍達
- 桜木家の人々（アニメ）